# Maria A. Barucci
| Entdeckte Asteroiden: 3                                             | Entdeckte Asteroiden: 3 | Entdeckte Asteroiden: 3 |
| ------------------------------------------------------------------- | ----------------------- | ----------------------- |
| Nummer und Name                                                     | Entdeckungsdatum        |                         |
| (3362) Khufu                                                        | 30. August 1984         | [1]                     |
| (3752) Camillo                                                      | 15. August 1985         | [2]                     |
| (15692) 1984 RA                                                     | 1. September 1984       |                         |
| - [1] zusammen mit R. Scott Dunbar - [2] zusammen mit Eleanor Helin |                         |                         |

Maria Antonietta Barucci (auch Antonella Barucci) ist eine italienische Astronomin an der Außenstelle des Pariser Observatoriums in Meudon. Im Zeitraum zwischen 1984 und 1985 entdeckte sie insgesamt drei Asteroiden.
Der Asteroid (3485) Barucci wurde nach ihr benannt.